# (437812) 2015 DG45
(437812) 2015 DG45 es un asteroide perteneciente al cinturón de asteroides, descubierto el 21 de marzo de 2002 por el equipo Spacewatch desde el Observatorio Nacional de Kitt Peak (Arizona, Estados Unidos).